# Miasta Mjanmy
Według danych oficjalnych pochodzących z 1983 roku Mjanma posiadała ponad 50 miast o ludności przekraczającej 20 tys. mieszkańców. Stolica kraju Rangun jako jedyne miasto liczyło ponad 1 milion mieszkańców; 1 miasto z ludnością 500÷1000 tys.; 6 miast z ludnością 100÷500 tys.; 19 miast z ludnością 50÷100 tys.; 17 miast z ludnością 25÷50 tys. oraz reszta miast poniżej 25 tys. mieszkańców.

## Największe miasta w Mjanmie
Największe miasta w Mjanmie według liczebności mieszkańców (stan na 31.03.1983):
| L.p. | Miasto   | Stan/Prowincja | Liczba ludności |
| ---- | -------- | -------------- | --------------- |
| 1.   | Rangun   | Rangun         | 2 513 023       |
| 2.   | Mandalaj | Mandalaj       | 532 949         |
| 3.   | Mulmejn  | Mon            | 219 961         |
| 4.   | Pegu     | Pegu           | 150 528         |
| 5.   | Basejn   | Irawadi        | 144 096         |
| 6.   | Taunggyi | Szan           | 108 231         |
| 7.   | Sittwe   | Rakhine        | 107 621         |
| 8.   | Munywa   | Sikong         | 106 843         |
| 9.   | Miktila  | Mandalaj       | 96 492          |
| 10.  | Myeik    | Taninthayi     | 88 600          |

## Alfabetyczna lista miast w Mjanmie
(czcionką pogrubioną wydzielono miasta powyżej 1 mln)
- Ba-an
- Banmaw
- Basejn
- Bogalay
- Czauk
- Haka
- Hinthada
- Kalay
- Kengtung
- Kyaiklat
- Labutta
- Lasho
- Loi-kaw
- Magwe
- Mandalaj
- Miktila
- Minbu
- Mogok
- Mudon
- Mulmejn
- Munywa
- Myede
- Myeik
- Myingyan
- Myitkyinā
- Naypyidaw
- Pakokku
- Pegu
- Pyain
- Pyapon
- Pyin U Lwin
- Rangun
- Sikong
- Shwebo
- Sittwe
- Taungdwingyi
- Taunggyi
- Tawè
- Tharrawaddy
- Thatôn
- Toungoo
- Wakema
- Yay
- Yenankyaung